# Torneo Conde de Godó 2015
El Barcelona Open Banco Sabadell de 2015, también conocido como Torneo Conde de Godó 2015, es un torneo de tenis masculino jugado en tierra batida al aire libre. Es la 63.ª edición del evento y es parte de la serie ATP World Tour 500 del 2015 ATP World Tour. Tendrá lugar en el Real Club de Tenis Barcelona en Barcelona, Cataluña, España, del 20 de abril al 26 de abril de 2015.

## Cabezas de serie

### Individuales
| Tenista               | Ranking | Preclasificado |
| Kei Nishikori         | 4       | 1              |
| Rafael Nadal          | 5       | 2              |
| David Ferrer          | 7       | 3              |
| Marin Čilić           | 10      | 4              |
| Feliciano López       | 12      | 5              |
| Jo-Wilfried Tsonga    | 14      | 6              |
| Roberto Bautista Agut | 16      | 7              |
| Ernests Gulbis        | 17      | 8              |
| Tommy Robredo         | 20      | 9              |
| Pablo Cuevas          | 23      | 10             |
| Leonardo Mayer        | 24      | 11             |
| Philipp Kohlschreiber | 25      | 13             |
| Fabio Fognini         | 28      | 13             |
| Martin Kližan         | 29      | 14             |
| Santiago Giraldo      | 32      | 15             |
| Nick Kyrgios          | 34      | 16             |

- Ranking del 13 de abril de 2015

### Dobles
| Tenista                         | Ranking | Preclasificado |
| Marcin Matkowski Nenad Zimonjić | 25      | 1              |
| Marcel Granollers Marc López    | 27      | 2              |
| Daniel Nestor Leander Paes      | 30      | 3              |
| Alexander Peya Bruno Soares     | 31      | 4              |

## Campeones

### Individuales
Kei Nishikori venció a  Pablo Andújar por 6-4, 6-4

### Dobles
Marin Draganja /  Henri Kontinen vencieron a  Jamie Murray /  John Peers por 6-3, 6-7(6), [11-9]